# Kaczmarowe Doły

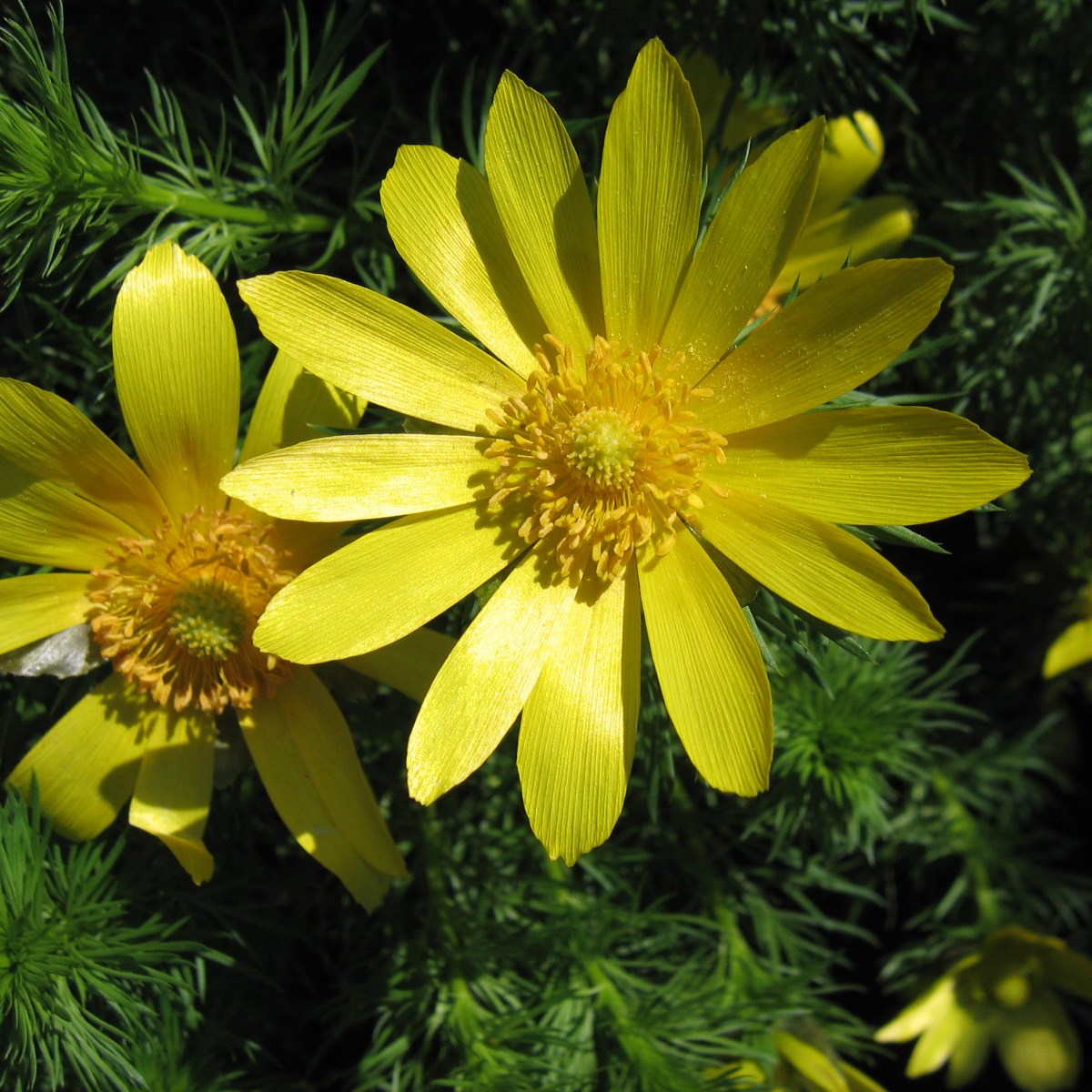
Miłek wiosenny

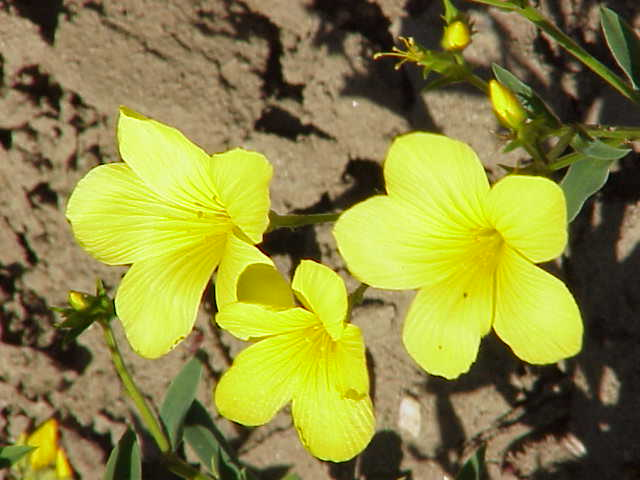
Len złocisty

Kaczmarowe Doły (PLH120062) – projektowany specjalny obszar ochrony siedlisk, aktualnie obszar mający znaczenie dla Wspólnoty, położony na Wyżynie Miechowskiej, na wschód od Szczepanowic, o powierzchni 12,62 ha.
W obszarze podlegają ochronie dwa siedliska z załącznika I dyrektywy siedliskowej:
- murawa kserotermiczna (Inuletum ensifoliae)
- grąd (Tilio-Carpinetum)

Dodatkowo, występują tu liczne gatunki roślin objętych ochroną gatunkową lub zagrożonych:
- miłek letni (Adonis aestivalis)
- miłek wiosenny (Adonis vernalis)
- zawilec wielkokwiatowy (Anemone sylvestris)
- aster gawędka (Aster amellus)
- dzwonek syberyjski (Campanula sibirica)
- dziewięćsił bezłodygowy (Carlina acaulis)
- kruszyna pospolita (Frangula alnus)
- goryczuszka orzęsiona (Gentianella ciliata)
- len złocisty (Linum flavum)
- storczyk kukawka (Orchis militaris)
- podkolan biały (Platanthera bifolia)
- pierwiosnek lekarski (Primula veris)
- kalina koralowa (Viburnum opulus)